# The Red (альбом)
The Red (с англ. — «Красный») - первый студийный альбом южнокорейской гёрл-группы Red Velvet. Он был выпущен 9 сентября 2015 года SM Entertainment и распространен KT Music. Концепция альбома сфокусирована исключительно на «Red» образе группы, вытекающем из названия и концепции группы, где «Red» показывает их яркий и смелый образ, а «Velvet» половина - их более зрелая и утонченная сторона. В первой половине 2016 года было выпущено продолжение альбома The Velvet, состоящее в основном из R&B-треков и баллад.
Альбом стал коммерчески успешен, группа впервые возглавила чарт Billboard World Albums Chart, а также дебютировал под номером один в чарте Gaon Album в Южной Корее. Он также достиг пика на 24 строчке в чарте Billboard Heatseekers Albums и вошел в их 10 лучших K-pop альбомов 2015 года.

## Предпосылки и релиз
SM Entertainment объявили, что Red Velvet вернутся со своим первым альбомом в начале сентября. 3 сентября в официальном аккаунте группы в Instagram была раскрыта серия фото-тизеров, а также список из десяти композиций альбома. 4 сентября компания объявила, что полный альбом будет выпущен в полночь 9 сентября с заглавной песней «Dumb Dumb».
Следуя концепции группы по продвижению с концепцией «Red» и «Velvet», The Red сосредоточится на их ярком и сильном образе «Red». Говоря об альбоме на пресс-конференции 8 сентября, участницы и компания также намекнули на альбом The Velvet, который будет следовать за The Red, хотя и представитель компании пояснил, что пока ничего не запланировано. Тем не менее, это означает, что SM имеет в виду что-то на ближайшее будущее, когда они говорят, что «ничего еще не запланировано» или «ничего не запланировано в частности». Более того, Венди позже подтвердила в интервью, что альбом «идет после» The Red.
Заглавный трек «Dumb Dumb» - данс-поп трек с великолепным ритмом и захватывающим крючком. Лирика описывает чувства девушки, которая чувствует, что она не может не вести себя неловко вокруг человека, которого она любит. Музыкальное видео для «Dumb Dumb» было выпущено 8 сентября, а полный альбом был выпущен 9 сентября. Существует две физически доступные версии: «Красная» и «Синяя».

## Промоушен
Группа провела шоукейс, где они исполнили «Dumb Dumb». Они также появились в прямом эфире из 5 эпизодов через приложение Naver V-Live под названием 오방 만족! (Удовлетворение пяти чувств!) Red vs Velvet, где они обсуждали различные концепции своего нового альбома. Первый эпизод был показан 7 сентября. Второй эпизод был передан 8 сентября с Ки из SHINee в качестве MC.
Группа выступила на M! Countdown 10 сентября, после чего выступили на Music Bank, Show! Music Core и Inkigayo. Помимо «Dumb Dumb», они также исполнили «Huff 'n' Puff» на шоу.
В 2017 году Red Velvet отправились в тур Red Room Asia, чтобы продвинуть альбом вместе с другими их релизами с момента их дебюта в 2014 году до их мини-альбома The Red Summer.

## Приём
Альбом занял 24 место в чарте альбомов Heatseekers. «Dumb Dumb» также занял третье место в чарте World Digital Songs Billboard, что сделало его самой продаваемой песней K-pop в Америке. Альбом дебютировал на 1 строчке в чарте альбомов Gaon в Южной Корее, а «Dumb Dumb» - на 2 строчке в цифровой диаграмме Gaon. Другие девять треков из альбома также попали в чарты.
Музыкальное видео для «Dumb Dumb» дебютировал на первом месте в V-Chart YinYueTai Korea. Это также самое популярное видео в Америке и во всем мире за сентябрь. Dazed Digital назвали «Dumb Dumb» своим лучшим k-pop-треком 2015 года. В декабре «Dumb Dumb» был включен в «10 лучших музыкальных видеоклипов 2015 года» Rolling Stone.
Джефф Бенджамин из Billboard назвал The Red «впечатляющим, солидным дебютным альбомом» и заявил, что он «указывает на большие вещи для действия, которому нужно следовать по стопам своих коллег по лейблу Girls' Generation и F(x)». В то время как Noisey заявил, что это «возможно, самый сильный альбом K-pop сверху донизу на сегодняшний день», восхваляя его «смелые формы песен, гармонии богаче и умнее, чем что-либо на западных циферблатах за четверть века, и безостановочный виртуозный ловец песенника - без единой английской интонации неуместно». Billboard также включили его в свой топ «10 лучших альбомов K-Pop 2015 года» и назвали его «одним из самых приятных и экспериментальных поп-пластинок года».
Billboard поместил «Dumb Dumb» на #70 место в своем списке 100 лучших песен группы всех времен.

## Трек-лист
| №                   | Название               | Текст песни                             | Музыка                                                                                       | Длительность |
| ------------------- | ---------------------- | --------------------------------------- | -------------------------------------------------------------------------------------------- | ------------ |
| 1.                  | «Dumb Dumb»            | Seo Ji-eum (Jam Factory), Kim Dong-hyun | LDN Noise, Deanna Dellacioppa, Taylor Parks, Ryan S. Jhun                                    | 3:22         |
| 2.                  | «Huff n Puff»          | Kenzie                                  | Alex G, Anne Preven, Will Gray, Jaden Michaels                                               | 3:01         |
| 3.                  | «Campfire»             | Jo Yun-kyeong                           | LDN Noise, Taylor Parks, Denzil "DR" Remedios, Ryan S. Jhun                                  | 3:16         |
| 4.                  | «Red Dress»            | Jo Yun-kyeong                           | Nermin Harambasic, Jin Suk Choi, Charite Viken, LDN Noise, Rodnae "Chikk" Bell, Ryan S. Jhun | 3:02         |
| 5.                  | «Oh Boy»               | Goo Tae-woo                             | Herbie Crichlow, Lauren Dyson, Jin Suk Choi, LDN Noise                                       | 3:08         |
| 6.                  | «Lady's Room»          | Kenzie                                  | Kenzie, Daniel "Obi" Klein, Oliver McEwan, Ylva Dimberg                                      | 3:15         |
| 7.                  | «Time Slip»            | Moon Du-ri                              | Daniel "Obi" Klein, Johannes "Josh" Jorgensen, Charli Taft, Jinbo                            | 3:39         |
| 8.                  | «Don't U Wait No More» | 100%Seo-jeong (Jam Factory)             | Dwayne Abernathy Jr., (Dem Jointz) Taylor Parks, Ryan S. Jhun                                | 2:51         |
| 9.                  | «Day 1»                | Hwang-hyun (MonoTree)                   | Hwang-hyun (MonoTree)                                                                        | 3:26         |
| 10.                 | «Cool World»           | Im Seo-hyun                             | Daniel "Obi" Klein, Marcus Winther-John, Andy Love                                           | 4:05         |
| Общая длительность: | Общая длительность:    | Общая длительность:                     | Общая длительность:                                                                          | 33:13        |

## Чарты

### Еженедельный чарт
| Чарты (2015)                     | Позиция |
| -------------------------------- | ------- |
| Япония (Oricon)                  | 47      |
| Республика Корея (Gaon)          | 1       |
| США Billboard Heatseekers Albums | 24      |
| США Billboard World Albums       | 1       |

| Чарты (2015)            | Позиция |
| ----------------------- | ------- |
| Республика Корея (Gaon) | 3       |

| Чарты (2015)            | Позиция |
| ----------------------- | ------- |
| Республика Корея (Gaon) | 53      |

## Победы

### Музыкальные программы
| Песня                     | Программы         | Дата |
| ------------------------- | ----------------- | ---- |
| «Dumb Dumb»               |                   |      |
| The Show (SBS MTV)        | 15 сентября, 2015 |      |
| Show Champion (MBC Music) | 16 сентября, 2015 |      |
| M Countdown (Mnet)        | 17 сентября, 2015 |      |
| Inkigayo (SBS)            | 19 сентября, 2015 |      |
| M Countdown (Mnet)        | 24 сентября, 2015 |      |

## История релиза
| Регион           | Дата             | Формат                   | Лейбл                      |
| ---------------- | ---------------- | ------------------------ | -------------------------- |
| Мир              | 9 сентября, 2015 | Цифровая дистрибуция     | SM Entertainment           |
| Республика Корея | 9 сентября, 2015 | CD, цифровая дистрибуция | SM Entertainment, KT Music |